# Mélanie
A Mélanie Céline Dion kanadai énekesnő hetedik, francia nyelvű albuma, mely 1984. augusztus 22-én jelent meg Qébecben (Kanada).

## Háttér
Az album címadó dalát unokahúgának, Karine-nek ajánlotta Dion, akinél orvosai cisztás fibrózist állapítottak meg.
A Mélanie újabb siker lett, arany minősítést ért el Kanadában, 175 000 példányban kelt el. Az album Une colombe című dala, melyet az énekesnő előadott II. János Pál pápa és 65 000 ember előtt is 1984-ben a montreáli olimpiai stadionban, szintén arany minősítést szerzett.
A dalok közül az Une colombe és a Mon rêve de toujours is bekerült a québeci listák élére, 2. és 4. helyezést értek el. Az album harmadik kislemeze a Un amour pour moi lett. A következő évben az énekesnő öt Félix-díjat nyert el. Még 1984-ben megjelent Céline második albuma Franciaországban Les oiseaux du bonheur címmel, mely öt dalt is tartalmazott erről az albumról.

## Az album dalai
| #   | Cím                       | Szerző(k)                                    | Hossz |
| --- | ------------------------- | -------------------------------------------- | ----- |
| 1.  | Mélanie                   | Eddy Marnay, Diane Juster                    | 3:48  |
| 2.  | Chante-moi                | Marnay, Alain Noreau                         | 3:26  |
| 3.  | Un amour pour moi         | Marnay, Christian Loigerot, Thierry Geoffroy | 3:23  |
| 4.  | Trop jeune à dix-sept ans | Marnay, P. Greedus, B. Blue                  | 4:54  |
| 5.  | Mon rêve de toujours      | Marnay, Jean-Pierre Goussaud                 | 4:23  |
| 6.  | Va où s'en va l'amour     | Marnay, Noreau                               | 3:22  |
| 7.  | Comme on disait avant     | Marnay, Noreau                               | 3:35  |
| 8.  | Benjamin                  | Marnay, Pierre Papadiamandis                 | 4:38  |
| 9.  | Trois heures vingt        | Marnay, Patrick Lemaitre                     | 3:41  |
| 10. | Une colombe               | Paul Baillargeon, Marcel Lefebvre            | 3:13  |

## Megjelenések
| Terület | Megjelenés          | Kiadó | Formátum        | Katalógusszám |
| ------- | ------------------- | ----- | --------------- | ------------- |
| Kanada  | 1984. augusztus 22. | TBS   | Hanglemez       | TBS 501       |
| Kanada  | 1984. augusztus 22. | TBS   | Compact kazetta | TBS 4501      |

## Díjak, jelölések
| Év   | Esemény   | Díj                                           |
| ---- | --------- | --------------------------------------------- |
| 1985 | Félix-díj | Az év albuma – Mélanie                        |
| 1985 | Félix-díj | Az év legsikeresebb albuma – Mélanie          |
| 1985 | Félix-díj | Az év popdala – "Une colombe"                 |
| 1985 | Félix-díj | Az év legsikeresebb kislemeze – "Une colombe" |
| 1985 | Félix-díj | Az év énekesnője                              |

## Fordítás
Ez a szócikk részben vagy egészben  a   Mélanie (album) című angol Wikipédia-szócikk ezen változatának fordításán alapul.  Az eredeti cikk szerkesztőit annak laptörténete sorolja fel. Ez a jelzés csupán a megfogalmazás eredetét és a szerzői jogokat jelzi, nem szolgál a cikkben szereplő információk forrásmegjelöléseként.